# La Bastida
La Bastida is een gemeente in de Spaanse provincie Salamanca in de regio Castilië en León met een oppervlakte van 18,53 km². La Bastida telt 24 inwoners (1 januari 2016).

## Demografische ontwikkeling
Bron: INE, 1857-2011: volkstellingen